# Peterotica
Peterotica (с англ. — «Питеротика») — двадцать четвёртая серия четвёртого сезона мультсериала «Гриффины». Премьерный показ состоялся 23 апреля 2006 года на канале FOX.

## Сюжет
Питер, Джо и Кливленд идут за компанию с Куагмиром в секс-шоп. Там Питер покупает эротическую книгу, но ничего интересного в ней не находит.
Поддерживаемый друзьями, Питер решает написать эротическую повесть сам, и она принимается читателями на ура. Повести Питера выпускают и в виде аудиокниг, и публикуются при участии тестя, Картера Пьютершмидта.
Один возбудившийся от прослушивания аудиокниги Питера водитель попадает в ДТП, пытаясь на ходу снять рубашку, и подаёт в суд на Пьютершмидта, как ответственного за издание этой эротической кассеты. Это наносит серьёзный финансовый урон Картеру. Разъярённый, он приходит к Гриффинам, чтобы застрелить Питера, но Лоис убеждает отца поступить по-другому. Питер соглашается, чтобы тесть пожил с ними, пока тот опять не разбогатеет.
Вскоре жена Картера, Барбара, разводится с ним и выходит за другого. Питер пытается научить Картера жить, как обычный человек, а не миллионер, но не сильно в этом преуспевает. Питер с Картером пытаются ограбить поезд, но и это у них не получается.
В Куахог возвращается Барбара с радостной новостью: она развелась с новым мужем и отсудила половину его состояния. Картер уходит с бывшей женой, бросая Питера. Огорчённого Питера успокаивает Лоис, сообщая, что десять лет назад она отказалась от предложенных отцом десяти миллионов долларов, поскольку деньги только осложняют жизнь, и у Питера возникает нестерпимое желание её убить.
Тем временем Стьюи тренируется в спортивной гимнастике, чтобы принять участие в Олимпийских играх.

## Производство
Эпизод был поставлен режиссёром Куртом Дюмасом по сценарию Патрика Мейгана. В качестве приглашённой знаменитости выступила Бетти Уайт.
Сценарий использовал отсылки к таким произведениям культуры, как фильм «Поющие под дождём», телесериал «Слепое правосудие», «Звёздные войны» и множеству других.
Однако некоторые сцены и аллюзии встретили возражения со стороны телевизионных продюсеров и отдела по стандартам вещания и были изменены. К примеру, цензуре подверглось изначальное название эпизода A Connecticut Yankee and King Arthur’s Butt (с англ. — «Янки из Коннектикута и задница короля Артура»), отсылавшее к роману Марка Твена «Янки из Коннектикута при дворе короля Артура» (англ. A Connecticut Yankee in King Arthur's Court). Из телевизионной версии эпизода была удалена одна из эротических книг, написанных Питером Гриффином, под названием «Поймала глазом» (англ. Catcher in the Eye), пародировавшим книгу Сэлинджера «Над пропастью во ржи» (англ. The Catcher in the Rye), поскольку комиссия по стандартам усмотрела в названии сексуальный подтекст, связанный с семяизвержением. Тем не менее в DVD-версии изменений не было.
Ряд сцен был удалён по иным соображениям. Так, одна из побочных сюжетных линий, в которой Стьюи конструирует машину, способную сделать Криса разумным, показалась создателям эпизода недостаточно смешной и была удалена из серии, а сцена, в которой Питер предстаёт домовладельцем для семьи крыс, живущих в подвале, была изъята в целях экономии эфирного времени.
В то же время в эпизод вошла сцена, в которой Питер бросает в окно «гранаты для размышлений» и которая создавалась для эпизода «PTV». По первоначальному замыслу действие должно было происходить в баре «Пьяная устрица», но поскольку рядом с Питером в баре не оказалось окон, создатели мультсериала решили не дорисовывать их, а «оставить сцену до подходящего случая», который им представился в эпизоде «Питеротика».
Отсылкой к «Симпсонам» явилось выступление Гриффинов в Шоу Трейси Ульман, однако, по словам продюсера Дэвида Гудман, вопреки расхожему мнению, это было сделано без умысла критики «Симпсонов», а лишь с тем, чтобы показать разницу в голосах и внешнем виде персонажей.

## Восприятие
Недовольство Кэрол Бёрнетт вызвало появление в сериале без её согласия персонажа уборщицы — одного из ключевых образов актрисы в Шоу Кэрол Бёрнетт, проходившего в 1967—1978 годах.
В 2007 году Бёрнетт подала иск против создателей эпизода за нарушение авторских прав, однако суд отклонил её притязания.